# Kasteel Ruurlo
Huis Ruurlo is een kasteel en landgoed in de gemeente Berkelland, zuidelijk gelegen van het dorp Ruurlo, in de Nederlandse provincie Gelderland. Het is onderdeel van een sinds 2010 geregistreerd rijksbeschermd complex Historische Buitenplaats. 

## Geschiedenis
Kasteel Ruurlo wordt al in 1326 genoemd en is vanaf de 15e eeuw in handen van de Nederlandse adellijke familie Van Heeckeren geweest. Vanaf de jaren '80 deed het dienst als gemeentehuis van Ruurlo. Vanwege de fusie met Borculo, Eibergen en Neede in 2005 verloor het zijn bestemming. In 2013 kocht Hans Melchers kasteel en landschapspark en liet het grondig restaureren. Vanaf 2017 maakt het deel uit van museum MORE.

## Verbouwingen
Doordat er in alle voorgaande eeuwen permanent aan het kasteel gebouwd werd, bestaat het gebouw uit een mengelmoes van bouwstijlen. Middeleeuws muurwerk bestaat nog, met name in de kelderverdieping. Bijna de gehele linkerkant van het huis is 16e-eeuws waarvan de grote vierkante toren in 1572 zijn huidige vorm kreeg. De "losse" toren aan de achterkant werd in de aanvang van de 17e eeuw bijgebouwd, waarvan de muur aan deze kant in de 19e eeuw van nieuwe geveltoppen werd voorzien. Belangrijke delen van het interieur stammen uit het door Arnold Joost van Keppel gebouwde Huis De Voorst die in de 19e eeuw naar Ruurlo werden overgebracht.
Vlak voor de restauratie van begin jaren tachtig was het kasteel de locatie voor de televisieserie 'De Zevensprong' naar het boek van Tonke Dragt. De VVV in Ruurlo heeft nu ook een fietstocht door het dorp georganiseerd met "de Zevensprong" als thema. Het "Jonker Joostpad" is een andere wandel/fietstocht rond het kasteel, waarin Joost van Heeckeren, jonkertje en kasteelheer uit de 16e eeuw, vertelt over het plaatselijk erfgoed. Het kasteel is een populaire locatie om te trouwen. In 2003 is naast het kasteel de oranjerie uit 1879 herbouwd die dienstdoet als theehuis, en voor speciale gelegenheden wordt verhuurd.
Vanaf 2013 werd zowel kasteel als landschapspark grondig verbouwd. Er werd een nieuwe brug gelegd over het water naar de ingang van het kasteel. De houten vloeren van de zalen weerspiegelen de plafondschilderingen. Sommige bintschilderingen op de bovenste verdieping zijn nog origineel.

## Museum
De vorige eigenaar, Hans Melchers, heeft in 2017 zijn plannen gerealiseerd om in het kasteel een Carel Willinkmuseum met schilderijen van Carel Willink te vestigen. Dit is de tweede locatie van Museum MORE. Kasteel Ruurlo is sinds 27 juni 2017 geopend voor het publiek.
In 2024 vond er een tentoonstelling van Koos Buster plaats.
- Rijksmonument: 529502

Ampsen · Barlham · Beurse · Boedelhof · Brandsenburg · Cloese · Den Dam · Diepenbroek · Dorth · De Ehze · Enghuizen · Hackfort · Hagen · Holthuis · Kell · Kemnade · Keppel · Langen · Leemkuil · Lichtenberg · Marhulsen · De Marsch · 't Medler · Nettelhorst · Oolde · Oud Oolde · Overlaer · Roderlo · Rijsselt · 't Suideras · Ulenpas · 't Velde · Verwolde · De Voorst · Vorden · Walfort
Aalst · Aardenburg · Acquoy · Aerdt · Agistaldaburg · Ahof · Aldenhaag · Aller · Ambe · Ammersoyen · Ampsen · Andelst · Angeroyen · Appelburg · Appelse walburg · Appeltern · Arler · Baak · Babberich · Baer · Baerle · Bakerbosch · Balgoij · Barlham · Batenburg · Beek · Beerenclaauw · Bemmel · Bevervoorde · Bergh · Biljoen · Bingerden · Blankenborg (Laren) · Blankenborg · Blauwe Huis · Blokhuis (Ravenswaaij) · Boelenham · Boetselaersborg · Borculo · Boswaai · Brakel · Den Brakel · Den Bramel · Bredevoort · Broekhuizen · Bronkhorst · Bruchem · Bruinhorst · Brunsberg · Bulkestein · Bunswaard · Burcht van Tiel · Buren · De Buurse · Byland · Byvanck · Caetshage · Camphuysen · De Cannenburch · de Cloese · Coldenhove · Culemborg · Dedinckweerd · Delwijnen · Didam · Diepenbroek · Hof te Dieren · Huis Dijck · Dikke Tinne · Doddendaal · Dodewaard · Doornenburg · Doornik · Doorwerth · Dooyenburg · Dorth · Doseburg · Drakenburg · Dreumel · Druten · Duivelshuis · Eerbeek · De Ehze · Elburg · Eldrik · Emmerik · Engelenburg · Groot Engelenburg · Engelrode · Enghuizen · Enspijk · De Essenburgh · Essenpas · Est · Fokkinck · Gameren · Geerestein · Geldermalsen · De Gelderse Toren · Geldersweerd · Gellicum · Gendt · Gennepestein · Glindhorst · Goudenstein · ‘s-Grevenhoef · Groot Hell · Groenlo · Groesbeek · Huis te Groesbeek · Grunsfoort · Gulden Spijker · Hackfort · Hackforts Veenhuis · Hagen · Hagevoort · Hamerden · Hanepol · Harreveld · Harslo · Hassink · Het Haveke · Hedel · Heeckeren · De Heegh · Hees · De Heest · Hellouw · Hemmen · Hernen · Motte van Hernen · Heumen · Heusden · Hoekelum · Hoekenburg · De Hoeve · De Hof · Hof d'Ooy · Hof van Arkel · Huis het Holt · Holthuis · Het Holtslag · Ter Horst · Houberg · St. Hubertus · Huissen · Hulhuizen · Hulkestein · Hulsen · Hunneschans bij De Duno · Hunneschans bij Uddel · Jonker Bloo · 't Joppe · De Kamp · Karssenberg · Kemnade · Keppel · Kermestein · Kernhem · Kervel · Kiefskamp · De Kinkelenburg · Klein Enghuizen · Kleverburg · Kortenhoeve · Laag Helbergen · Lakenburg · Landfort · Langen · Latenstein · De Lathmer · Lathum · Ter Lede · Leegpoel · Leemcuyl · Leeuwen · Leeuwenbergh · Lensenburg · Lent · Leur · Leuvenum · Leyenburg · Lichtenvoorde · Lievenstein · Loenen · Loevestein · Loil · Loowaard · Luynhorst · Hof te Maasbommel · Magerhorst · Malburgen · Malderburcht · Malsen · Manhorst · Marhulsen · De Marsch · Marveld · Mathena · Maurik · Medel · Medestein · 't Medler · Meinerswijk · De Mellard · Mensink · Mergelp · Meteren · 't Meyerink · Middachten · Millingen · Mussenberg · Nagelhorst · Nederhagen · Nederhemert · Neerijnen · Huis Neerijnen · De Nesch · Nettelhorst · Nieuwe Blokhuis ·  Nijburg · Nijenbeek · Old Putten · Notenstein · Nye Huis · Olde Spijker · Oldenaller · Oldenhof (Driel) · Oldenhof (Heteren) · De Ooij · Oolde · Oud Oolde · Oosterhout · Ophemert · Opijnen · Oud Ampsen · Oude Blokhuis · Het Oude Loo · Oude Voorst · Oudenborch · Oud-Wisch · Huis te Overasselt · Overeng · Overhagen · Overlaar · 't Oye · Palmestein · De Parck · Persingen · Plekenpol · Ploen · Pluimenburg · Poederoijen · Poelwijck · Poelwijk · De Pol (Dreumel) · Huis de Poll (Huis te Gietelo) · De Poll (Huissen) · Pollenbering · Pollenstein · Puttenstein · Het Raasink · Ravenhorst · De Rees · Ressen · Reuversweerd · Reygersfoort · Rhijnestein · Huis Rijswijk · Rode Toren · Roode Wald · Rosande · Rosendael · Rossum · Rumpt · Ruurlo · Rijsselt · Schadewijk · Schaffelaar · Scherpenzeel · Schoonbroek · Schoonderbeek · Schoonenburg · Schuilenburg · Schuilkerke · Hof te Seelbeek · Sevenaer I · Sevenaer II · Sinderen (Oude IJsselstreek) · Sinderen (Voorst) · Slangenburg · Sleeburg · Slimsijp · De Snor · Soelen · Spaansweerd · Spaldorp · Spijk · Staverden · Sterkenburg · Swanepol · Tarthorst · Teisterbant (Kerk-Avezaath) · Teisterbant (Kerkdriel) · Ter Dicke · Tolhuis · Tolhuis (Tiel) · Tollenburg · Tongerlo · Toren van Wely · Tuil · Ubbergen · Uilenburg (Ewijk) · Uilenburg (Heteren) · Ulenpas · Ulft · Upladen · Valburg · Valkhofburcht · Valkhofpalts · Vanenburg · Varik · Hof te Varsseveld · 't Velde · Velhorst · Verwolde · Vierakker · De Voorst · Voorstonden · Vorden · Vosbergen · Vredenburg · Vredestein (Driel) · Vredestein (Ravenswaaij) · Vuren · Waardenburg · Waddestein · Wadenoijen · Waede · Wageningen · Walfort · 't Waliën · De Wardt · Watergoor · Watermeerwijk · Wayenstein (Huis te Herwijnen) · Well (Huis van Malsen) · Weijenrade · Westenburg · Westerholt · Weurt · De Wiersse · Wijenburg (Echteld) · De Wildenborch · De Wildt · Wilp · Wilperhorst · Winssen · Wisch · Wychen · Wolfswaard · Woolbeek · Yrst · IJzendoorn · Zeeland · Zilveren Spijker · Zuilichem · Zwaluwenburg · Zwanenburg (Heerde) · Zwanenburg (Megchelen)